# Marianne Dextor
Marianne Dextor (* 13. April 1942 in Celle; † 1. August 2020) war eine deutsche Malerin, Grafikerin und Fotografin.

## Leben und Werk
Marianne Dextor besuchte von 1959 bis zum Abitur 1962 die Arbeiter- und Bauernfakultät für Bildende Künste Dresden. Anschließend studierte sie bei Rudolf Bergander, Gerhard Bondzin, Jutta Damme und Günter Horlbeck bis 1967 Malerei und Grafik an der Hochschule für Bildende Künste in Dresden. Nach dem Diplom war sie in Dresden, dann in Wachau, freischaffend als Malerin und Grafikerin tätig, zunehmend mit einer Vorliebe für das Pastell. Beim Wiederaufbau der Semperoper war Marianne Dextor an der Rekonstruktion des Dekors am Plafond beteiligt. Sie betätigte sich auch als Fotografin. So erkundete sie in den 1990er Jahren Dorfkirchen in Mecklenburg-Vorpommern und Sachsen und hielt sie in Schwarz-Weiß-Fotos fest.
2007 beteiligte sich Marianne Dextor in Dresden am Kunstprojekt „Festtafel, Künstlerinnenrunde“, bei dem Teller künstlerisch gestaltet wurden.
Ihre Grabstätte befindet sich auf dem Friedhof Wachau.

## Mitgliedschaften
- 1971–1990 Verband Bildender Künstler der DDR
- Künstlerbund Dresden
- Dresdner Sezession 89 e.V.

## Werke in öffentlichen Sammlungen
- Frauen in der LPG (Öl auf Leinwand, 90 × 150 cm, 1973; Kunstfonds des Freistaats Sachsen)[5]
- Dresdner Innenstadt (Öl auf Leinwand, 60,5 × 71 cm, 1977; Kunstfonds des Freistaats Sachsen)[6]
- Landarbeiterin/Meine Mutter (Öl auf Hartfaser, 93 × 64,5; um 1978; Kunstfonds des Freistaats Sachsen)
- Selbstporträt (Mischtechnik auf Hartpappe; 120 × 97 cm; Kunstfonds des Freistaats Sachsen)
- Stanzerei Hamburger Straße – 100 Tonnen (Öl auf Leinwand, 65 × 80 cm, 1989; Kunstfonds des Freistaats Sachsen)

## Ausstellungen
- 1974: Frankfurt/Oder, Galerie Junge Kunst („Junge Künstler der DDR“)
- 2012: Dresden, Kulturrathaus (Einzelausstellung „Form, Farbe, Licht, Fotografie“ – Lichtblicke in morbider Industriearchitektur)[7]
- 2020: Dresden, Galerie Drei (Einzelausstellung „Stilles Leben“ – Malereien, Pastelle und Fotografien)[8]